# Pireneje Zachodnie
Pireneje Zachodnie lub Pireneje Atlantyckie (fr. Pyrénées occidentales, hiszp. Pirineos Occidentales, arag. Perineus ozidentals, bask. Mendebaldeko Pirinioak) - pasmo górskie, część Pirenejów. Leży na granicy między Hiszpanią a Francją. W Pirenejach Atlantyckich średnia wysokość pasma stopniowo maleje ze wschodu na zachód, aż do miejsca, w którym Pireneje łączą się z Górami Baskijskimi obok Zatoki Biskajskiej. Jest to najniższa część Pirenejów.
Najwyższe szczyty:
- Bisaurín (2670 m n.p.m.)
- Picos de Aspe (2645 m n.p.m.)
- Pic de Ger (2613 m n.p.m.)
- Pic d’Anie (2504 m n.p.m.)
- Mesa de los Tres Reyes (2424 m n.p.m.)
- Pena Forca (2391 m n.p.m.)
- Grande Aiguille d’Ansabere (2377 m n.p.m.)
- Peña del Rincón de Alano (2353 m n.p.m.)
- Pena Ezcaurre (2050 m n.p.m.)
- Pic d’Arlas (2044 m n.p.m.)
- Orhy (2021 m n.p.m.)
- Ortzanzurieta (1570 m n.p.m.)
- Adi (1503 m n.p.m.)
- Occabe (1456 m n.p.m.)
- Adartza (1250 m n.p.m.)
- Belchou (1129 m n.p.m.)
- Iparla (1044 m n.p.m.)
- Artzamendi (926 m n.p.m.)
- La Rhune (900 m n.p.m.)